# Uncicauda
Uncicauda är ett släkte av bäcksländor. Uncicauda ingår i familjen Gripopterygidae.
Kladogram enligt Catalogue of Life:
| Uncicauda | \| \| Uncicauda pirata \| \| \| \| \| \| Uncicauda testacea \| \| \| \| |
|           | \| \| Uncicauda pirata \| \| \| \| \| \| Uncicauda testacea \| \| \| \| |
|           | Uncicauda pirata                                                        |
|           |                                                                         |
|           | Uncicauda testacea                                                      |
|           |                                                                         |